# Palaeochrysophanus infragrisea
Palaeochrysophanus infragrisea är en fjärilsart som beskrevs av Barend J. Lempke 1954. Palaeochrysophanus infragrisea ingår i släktet Palaeochrysophanus och familjen juvelvingar. Inga underarter finns listade i Catalogue of Life.